# Joan Jolis Santjaume
Joan Jolis Santjaume (Sant Feliu de Torelló, 1650 - Barcelona, 1705) fou un impressor i gravador català. El 1676 es va instal·lar a Barcelona, on edità diversos llibres almenys entre 1679 i 1704. Tant es dedicà a les impressions cultes (Atheneu de Grandesa (1681) de Josep Romaguera, Novíssims, (1683), Desenganys de l'Apocalipsi (1694) de Magí Cases, com a literatura popular (Faules d'Isop, 1683), goigs, romanços, estampes religioses, etc. La seva impremta fou continuada per la seva filla Isabel Jolis (1682-1770), l'antic aprenent Bernat Pla, Tecla Boix la Vídua Pla i, a partir de 1809, els hereus de la vídua Pla, que aparegueren amb aquest nom als peus d'imprempta. En etapes posteriors al fundador la impremta publicà el primer Quixot il·lustrat a Catalunya (1755), romanços, i altres papers. La casa subsistí oberta, a Barcelona, fins als anys 1980, quan els seus importants fons de matrius xilogràfiques foren adquirits per la Biblioteca de Catalunya.